# Theristus (D.) fallax
Theristus (D.) fallax är en rundmaskart. Theristus (D.) fallax ingår i släktet Theristus, och familjen Monhysteridae. Arten är reproducerande i Sverige.